# Anahita mamma
Anahita mamma är en spindelart som beskrevs av Karsch 1884. Anahita mamma ingår i släktet Anahita och familjen Ctenidae. Inga underarter finns listade i Catalogue of Life.